# Pomègues
Pomègues is een Frans eiland in de Middellandse Zee en het grootste eiland van de Frioul-archipel. Het eiland ligt op zo'n 4 km van Marseille. Pomègues is met een kunstmatige dam verbonden met het eiland Ratonneau. Beide behoren tot de agglomeratie Marseille. 

## Geschiedenis
Pomègues heeft een natuurlijke haven die waarschijnlijk al door de Romeinen werd gebruikt. In 1627 werd deze haven uitgerust om scheepsbemanningen in quarantaine te kunnen plaatsen. Koning Hendrik IV liet rond 1600 een fort bouwen op Pomègues om de haven van Marseille te beschermen tegen piraten. Maar na nog geen eeuw werd het fort verlaten. Pomègues en buureiland Ratonneau zijn sinds 1822 met elkaar verbonden door een dam (la digue Berry). Eind negentiende eeuw werd het fort van Pomègues terug in gebruik genomen en uitgebouwd volgens het Séré de Rivières-systeem. Tussen het fort en de haven werd in 1860 een wachttoren gebouwd, La tour de Pomeguet. Tijdens de Tweede Wereldoorlog plaatsten de Duitsers een kustbatterij voor 240 mm kanonnen op het eiland. Deze bouwwerken, met een blockhaus, bleven onafgewerkt.

## Natuur
Pomègues en de Frioul-archipel bestaan uit kalkrotsen en kennen een extreem droog klimaat. Ze maken deel uit van het Parc Maritime des Îles du Frioul.